# Walt Rostow
Walt Whitman Rostow (New York, 1916. október 7. – 2003. február 13.) (Walt Rostow, W.W. Rostow) amerikai közgazdász, Johnson elnök nemzetbiztonsági tanácsadója volt 1966 és 1969 között.
New Yorkban született, orosz zsidó bevándorló szülők gyermekeként. A Yale Egyetemen, majd később az oxfordi Balliol College-en tanult. Tanulmányai végeztével a Columbia Egyetemen oktatott.
Harcos antikommunista, és az Egyesült Államok délkelet-ázsiai politikájának jelentős formálója volt az 1960-as években.

## Riportfilm
- Régmúlt, félmúlt, jelen, Magyar Televízió, 1983, rendezte: Endrődi Sándor, riporter: Wisinger István)